# Highpower Creek
Der Highpower Creek ist ein rund 95 Kilometer langer rechter Nebenfluss des Swift Fork im US-Bundesstaat Alaska.

## Verlauf
Der Highpower Creek entsteht sieben Kilometer von den nordwestlichen Ausläufern der Alaskakette entfernt am Zusammenfluss von Somber Creek und Barren Creek und strömt dann 60 Kilometer in nordnordwestlicher Richtung durch die Tanana-Kuskokwim-Niederung. Weiter östlich verläuft der Herron River, weiter westlich der Swift Fork. Der Highpower Creek wendet sich auf seinen unteren 35 Kilometern nach Westen. Er weist auf diesem Abschnitt ein stark mäandrierendes Verhalten auf. Schließlich trifft der Highpower Creek auf den Swift Fork.

### Quellflüsse
Der Somber Creek ist der rechte Quellfluss des Highpower Creeks. Der 20 Kilometer lange Fluss entspringt auf einer Höhe von etwa 1900 m an der Nordflanke eines unvergletscherten maximal 2209 m hohen Bergkamms der Alaskakette. Zusammen mit drei linken Nebenflüssen entwässert er den Bergkamm über eine Länge von mehr als acht Kilometern. Der Somber Creek fließt anfangs in überwiegend nordwestlicher Richtung, später nach Westen.
Der Barren Creek ist der linke Quellfluss des Highpower Creeks. Er entspringt weiter westlich im selben Bergkamm wie der Somber Creek. Der Barren Creek hat sein Quellgebiet auf einer Höhe von etwa 1500 m. Er fließt 14 Kilometer in überwiegend nordnordwestlicher Richtung bis zur Vereinigung mit dem Somber Creek.

## Naturschutz
Bis auf die letzten knapp 20 Kilometer verläuft der Highpower Creek innerhalb des Denali-Nationalparks.